# 卡宴
卡宴（法語發音：[kajɛn] ⓘ）是法国海外省法属圭亚那的一个市镇，同时也是该省的省会，屬於卡宴区，其市镇面积为23.6平方公里，2022年1月1日时人口数量为63,956人，是该省人口最多的市镇，在法国城市中排名第85位。
卡宴位于法属圭亚那东北部，大西洋海滨，是一个区域性的中心城市。当地建有国际机场并开通前往法国本土的固定航线。

## 地名来源

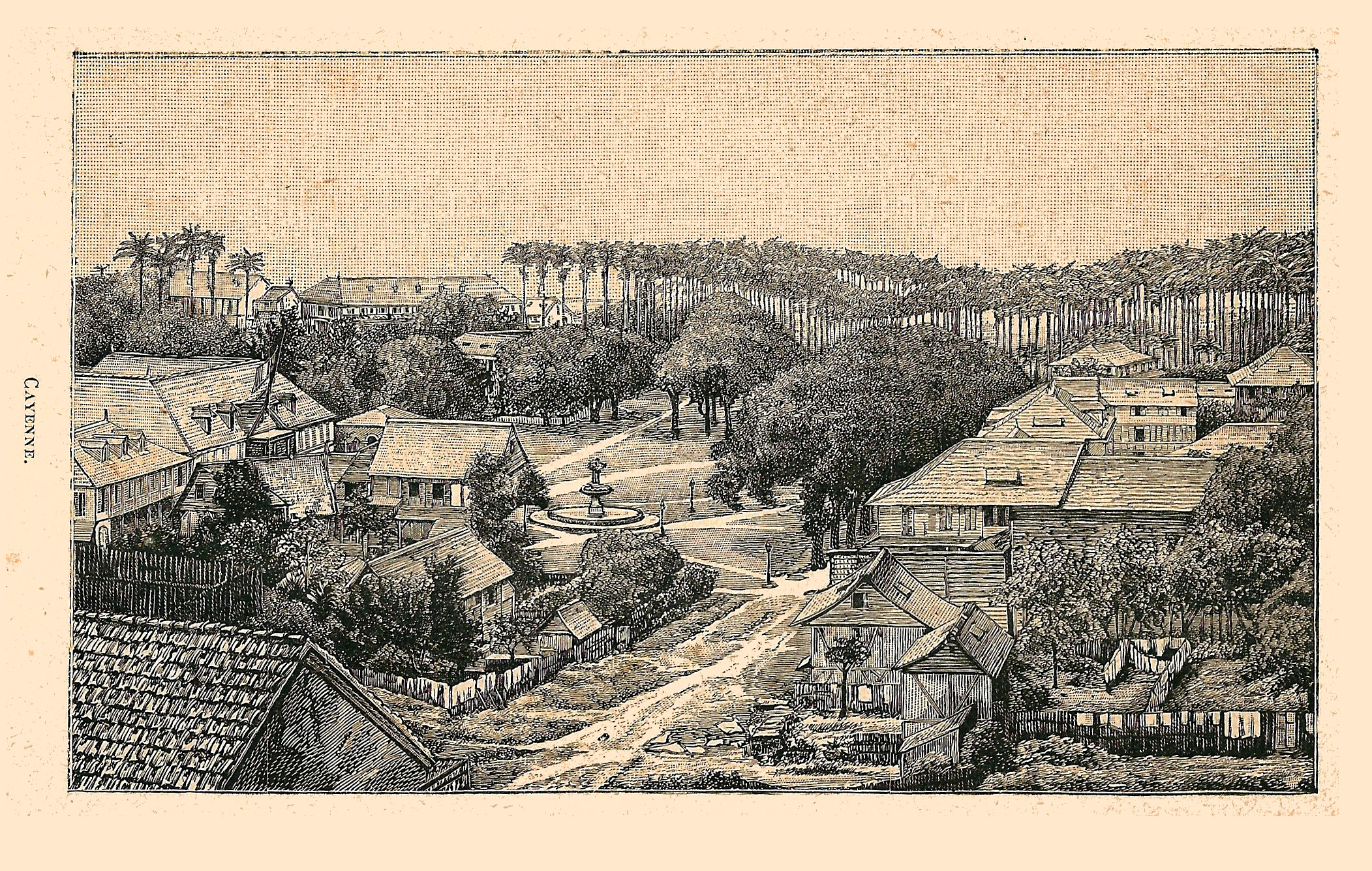
19世纪末的卡宴市区

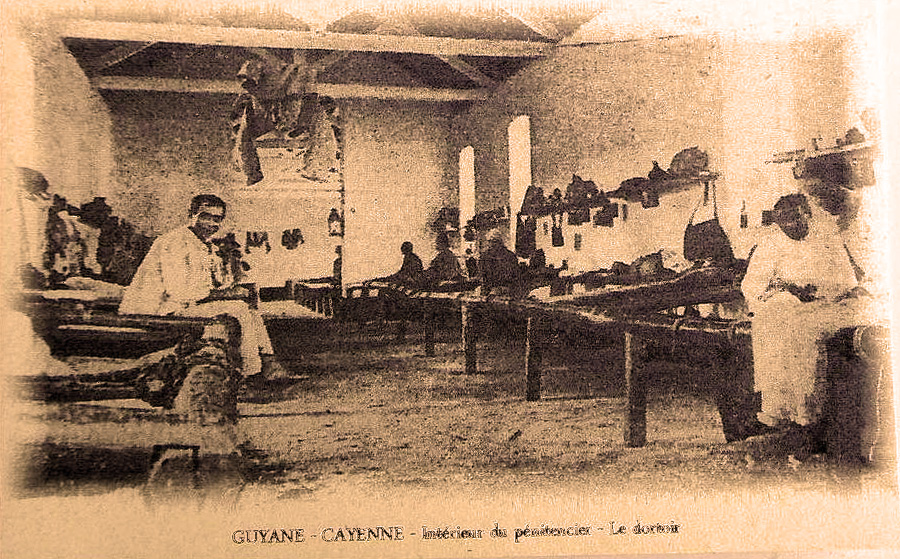
19世纪末的卡宴流放中心

根据当地民间传说，“卡宴”一名来源于塞佩鲁国王之子卡耶纳，后者迷恋贝莱姆（Bélem）公主，在蒙塔博（Montabo）巫师的帮助下，海水上涨，卡耶纳最终得以登上贝莱姆所在的岛屿，其故事发生地便被称为“卡宴”。
而根据法国历史学家亨利·布瓦耶（Henri Boyer）的论述，“卡宴”一名可能来源于中世纪法语单词“caïenne”，意为某种可以加热的用于盛食物的器皿，在大航海时期广为使用。

## 歷史
卡宴境内曾发现史前人类活动的遗迹，包括器皿、石刻、石臼等，根据鉴定其年代约为公元前6千纪。罗马时期，卡宴是瓦扬皮人的活动范围内，公元3世纪左右，阿拉瓦克人及帕利库尔人先后入侵此地，其附近部分区域出现了农业种植。1498年8月5日，克里斯托弗·哥伦布首次登陆卡宴，并根据《托德西利亚斯条约》将其划入西班牙领土。此后法国殖民者尼古拉·吉梅斯特（Nicolas Guimestre）和英国殖民者罗伯特·贝克（Robert Baker）分别于1539年和1562年登陆此地。由于此处气候炎热，自然条件欠佳，西班牙殖民者逐渐放弃了该区域。1643年，法国鲁昂公司正式接手圭亚那，并于1664年建立卡宴作为行政中心。1667至1676年间，法兰西和英格兰曾在卡宴展开争夺战，最终法兰西王国获得了圭亚那的控制权。18世纪时，卡宴附近已形成多个热带作物种植园，并成为三角贸易的一个重要中转港口。1848年，法国废除黑奴贸易，为维护法国在圭亚那的统治地位，拿破仑三世下令将卡宴设为一个流放中心，直至1946年才彻底关闭。1965年，欧洲航天中心在卡宴附近的库鲁境内建成，并随着旅游业的发展，当地人口数量逐年增加。

## 地理
卡宴位于法属圭亚那东北部，大西洋海滨。与卡宴接壤的市镇包括马图里和雷米尔-蒙若利。

### 地形
卡宴位于卡宴半岛最北端，境内以平原和丘陵为主，市镇中心地势较为平坦，南部和东部略有起伏，全境海拔在0到105米之间。

### 水文
卡宴河自西南向东北流经卡宴市区西南部，并在卡宴市区西部形成宽阔的入海口。

### 植被
卡宴属于热带雨林区，市区东部的植物花园（Jardin Botanique）是当地主要的城市绿地，林地则广泛分布于市区周边及滨河地带。
在鲜花城市的评比中，卡宴暂未被评级。

### 气候
卡宴在柯本气候分类法中属于热带雨林气候，全年高温，除8至11月外，平均月降水量超过300mm。
卡宴境内设有气象站，以下为该气象站的数据：
| 卡宴1981年－2019年  | 卡宴1981年－2019年 | 卡宴1981年－2019年 | 卡宴1981年－2019年 | 卡宴1981年－2019年 | 卡宴1981年－2019年 | 卡宴1981年－2019年 | 卡宴1981年－2019年 | 卡宴1981年－2019年 | 卡宴1981年－2019年 | 卡宴1981年－2019年 | 卡宴1981年－2019年 | 卡宴1981年－2019年 | 卡宴1981年－2019年 |
| 月份                | 1月                | 2月                | 3月                | 4月                | 5月                | 6月                | 7月                | 8月                | 9月                | 10月               | 11月               | 12月               | 全年               |
| ------------------- | ------------------ | ------------------ | ------------------ | ------------------ | ------------------ | ------------------ | ------------------ | ------------------ | ------------------ | ------------------ | ------------------ | ------------------ | ------------------ |
| 历史最高温 °C（°F） | 35.3 (95.5)        | 32.3 (90.1)        | 34.2 (93.6)        | 33 (91)            | 33.2 (91.8)        | 37.8 (100.0)       | 33.9 (93.0)        | 38.9 (102.0)       | 35.2 (95.4)        | 35.1 (95.2)        | 34.2 (93.6)        | 34.1 (93.4)        | 38.9 (102.0)       |
| 平均高温 °C（°F）   | 29.1 (84.4)        | 29.2 (84.6)        | 29.6 (85.3)        | 29.9 (85.8)        | 29.9 (85.8)        | 30.2 (86.4)        | 30.8 (87.4)        | 31.6 (88.9)        | 32.1 (89.8)        | 32.2 (90.0)        | 31.5 (88.7)        | 30.1 (86.2)        | 30.5 (86.9)        |
| 日均气温 °C（°F）   | 26.2 (79.2)        | 26.3 (79.3)        | 26.5 (79.7)        | 26.8 (80.2)        | 26.7 (80.1)        | 26.6 (79.9)        | 26.6 (79.9)        | 27 (81)            | 27.2 (81.0)        | 27.3 (81.1)        | 27 (81)            | 26.6 (79.9)        | 26.7 (80.1)        |
| 平均低温 °C（°F）   | 23.3 (73.9)        | 23.4 (74.1)        | 23.5 (74.3)        | 23.7 (74.7)        | 23.5 (74.3)        | 22.9 (73.2)        | 22.4 (72.3)        | 22.4 (72.3)        | 22.2 (72.0)        | 22.3 (72.1)        | 22.5 (72.5)        | 23.1 (73.6)        | 22.9 (73.2)        |
| 历史最低温 °C（°F） | 17.4 (63.3)        | 18.9 (66.0)        | 18.5 (65.3)        | 19 (66)            | 18.8 (65.8)        | 18.9 (66.0)        | 19 (66)            | 19.3 (66.7)        | 18.7 (65.7)        | 18.5 (65.3)        | 17.2 (63.0)        | 18.8 (65.8)        | 17.2 (63.0)        |
| 平均降水量 mm（）   | 451.2 (17.76)      | 309.4 (12.18)      | 334.3 (13.16)      | 448.4 (17.65)      | 579.4 (22.81)      | 411.4 (16.20)      | 245.7 (9.67)       | 143.6 (5.65)       | 55.7 (2.19)        | 63.3 (2.49)        | 133.4 (5.25)       | 340.5 (13.41)      | 3,516.3 (138.44)   |
| 月均日照時數        | 95                 | 92.4               | 120                | 123.5              | 122.4              | 150.4              | 200.5              | 234.4              | 253.4              | 256.4              | 211.5              | 143.3              | 2,003.2            |
| 来源：infoclimat.fr |                    |                    |                    |                    |                    |                    |                    |                    |                    |                    |                    |                    |                    |

## 行政区划

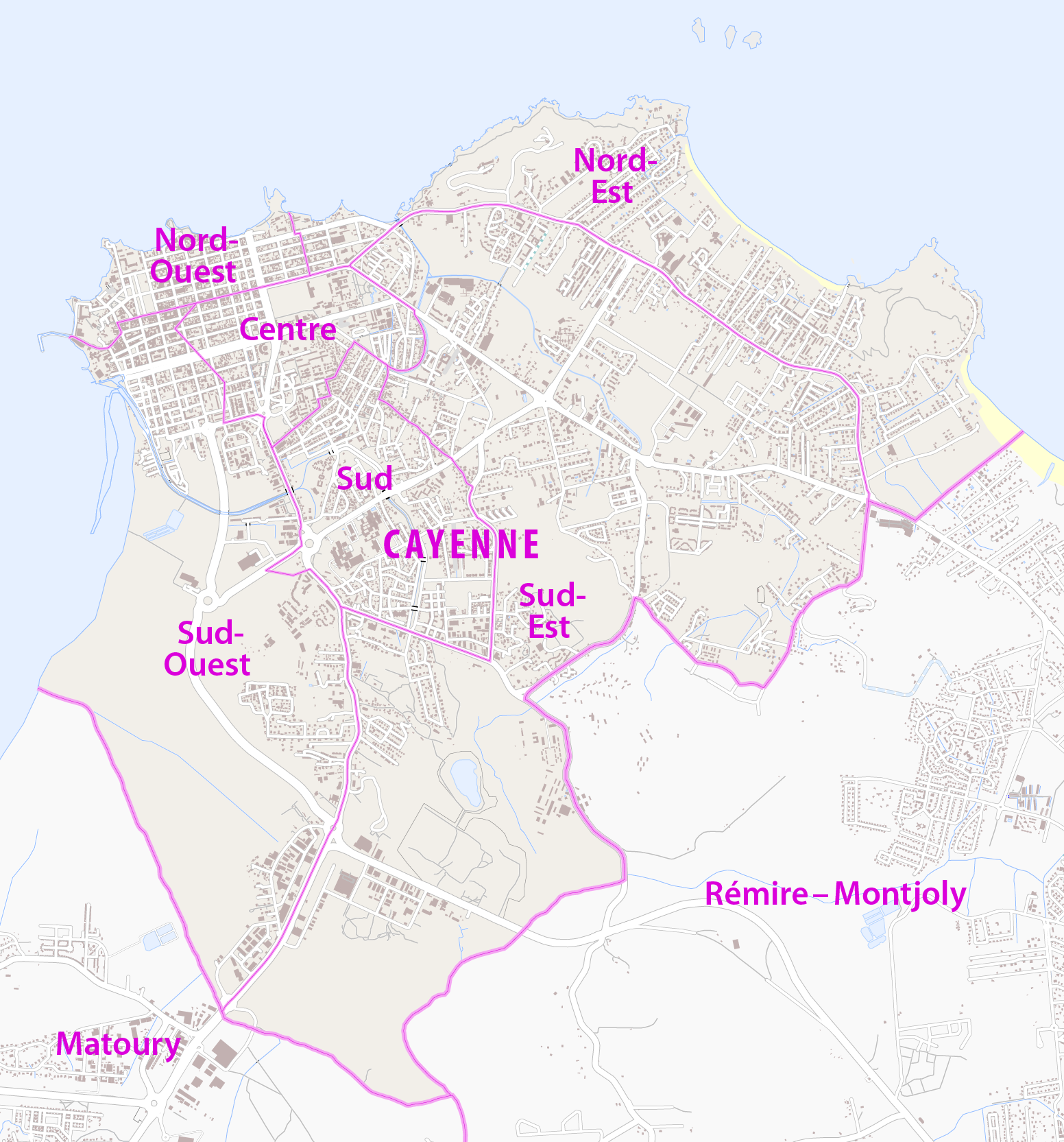
卡宴街区地图

卡宴是法国海外省法属圭亚那的一个市镇，编号为97302，它也是法属圭亚那的省会，同时也是中央海滨城市圈公共社区的办公驻地。
卡宴市镇被划为15个街区，自2012年起实行街区自治制度。
法国国家统计与经济研究所（简称）在进行数据统计时，将卡宴及相邻的另外2个市镇设为卡宴城市核心区，并将包括核心区在内的周边共6个市镇划为卡宴城市区。自2020年起，卡宴城市区被包含6个市镇的卡宴城市辐射区代替。此外，还将卡宴市镇分为了21个“块区”（IRIS），以便于统计人口分布情况。

## 交通

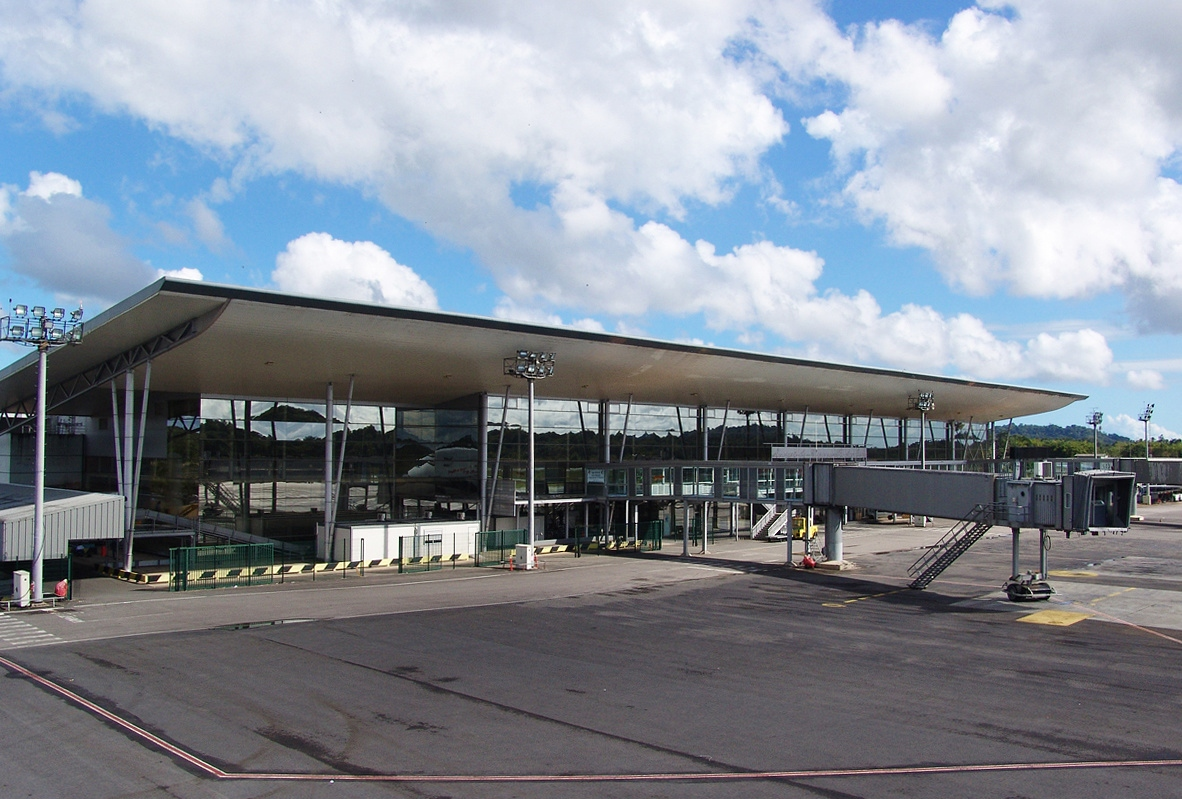
卡宴费利克斯·埃布埃国际机场的航站楼

### 公路
法属圭亚那地方干线公路N1线、N2线和N3线自卡宴市中心向西南、南、东南三个方向放射状延伸。
2017年，49.6%的卡宴家庭拥有至少一辆私人汽车。2019年，卡宴境内共发生各类交通事故221起，造成8人遇难，272人受伤。

### 铁路
卡宴及其所在的整个法属圭亚那暂无铁路运输系统，亦无相关规划。

### 航空
卡宴费利克斯·埃布埃国际机场是法属圭亚那规模最大的民用机场，位于卡宴市中心以南大约16公里，该机场开行前往巴黎、皮特尔角城等地的固定航班。

### 城市公共交通
中央海滨城市圈公共社区提供商业名称为“MyBus”的城市公共交通服务。截至2021年9月，该系统共包括6条公交线路，路网覆盖了卡宴市区、机场及附近部分市镇。

## 政治

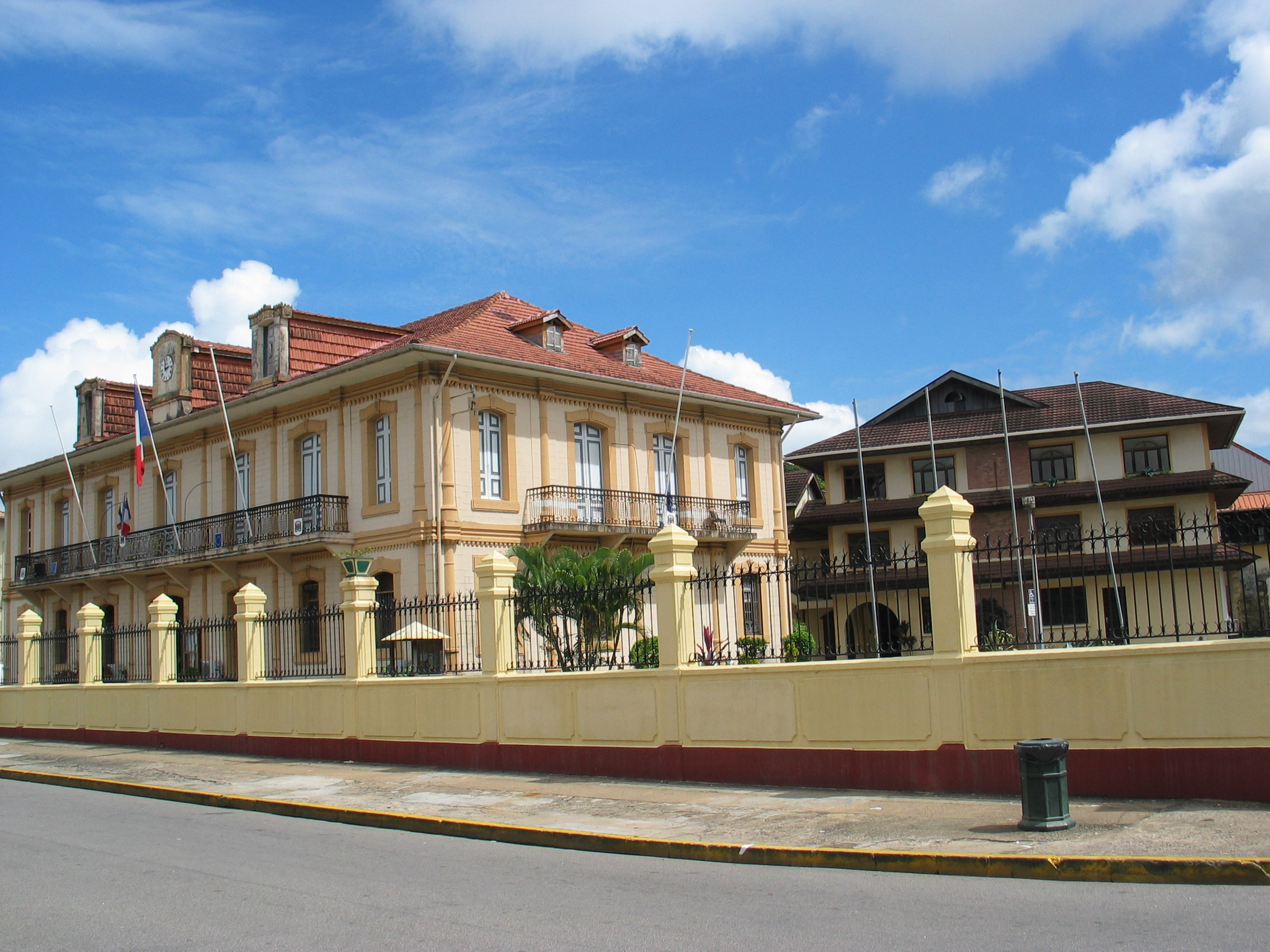
卡宴市政厅

卡宴的现任市长为桑德拉·特罗希马拉女士（Sandra Trochimara），她是一名混杂左翼，是圭亚那新力量（Nouvelle force de Guyane）的一名成员，在2020年的市政选举中获得了60.46%的支持率。
在2017年的法国总统大选中，法国第25任总统埃马纽埃尔·马克龙在卡宴获得了62.42%的支持率。
| 卡宴历届市长   |                                                   |                                                       |
| 任期           | 市长                                              | 党派                                                  |
| 1945年－1947年 | Constant Chlore 康斯坦·克洛尔                     | PCF法国共产党                                         |
| 1947年－1953年 | Auguste Boudinot 奥古斯特·布迪诺                  | RAD激进党                                             |
| 1953年－1965年 | Roland Barrat 罗朗·巴拉                           | UNR新共和国联盟                                       |
| 1965年－1978年 | Léopold Héder 莱奥波尔·埃代                       | PSG圭亚那社会党                                       |
| 1978年－1995年 | Gérard Holder 热拉尔·奥尔德                       | PSG圭亚那社会党                                       |
| 1995年－2008年 | Jean-Claude Lafontaine 让-克洛德·拉方丹           | PSG圭亚那社会党                                       |
| 2008年－2010年 | Rodolphe Alexandre 罗多尔夫·亚历山大              | DVG左翼无党派人士 →UMP人民运动联盟                    |
| 2010年－2020年 | Marie-Laure Phinéra-Horth 玛丽-洛尔·菲内拉-奥尔特 | DVG左翼无党派人士 →PSG圭亚那社会党 →DVG左翼无党派人士 |
| 2020年－       | Sandra Trochimara 桑德拉·特罗希马拉               | DVG左翼无党派人士                                     |

## 人口
2018年，卡宴市镇人口数量为63,652，在法国排名第85位。其中男性28,267人，女性33,001人，75岁及以上人口占2.8%，外籍人口数量为25,219人，人口密度为2,697人/平方公里，当地居民被称为（男性）或（女性）。2019年，卡宴境内出生1,817人，死亡人口375人。
| 年份   | 1961   | 1967   | 1974   | 1982   | 1990   | 1999   | 2006   | 2011   | 2016   | 2018   |
| ------ | ------ | ------ | ------ | ------ | ------ | ------ | ------ | ------ | ------ | ------ |
| 人口數 | 18,615 | 24,518 | 30,461 | 38,091 | 41,067 | 50,594 | 58,004 | 57,229 | 60,580 | 63,652 |

## 经济

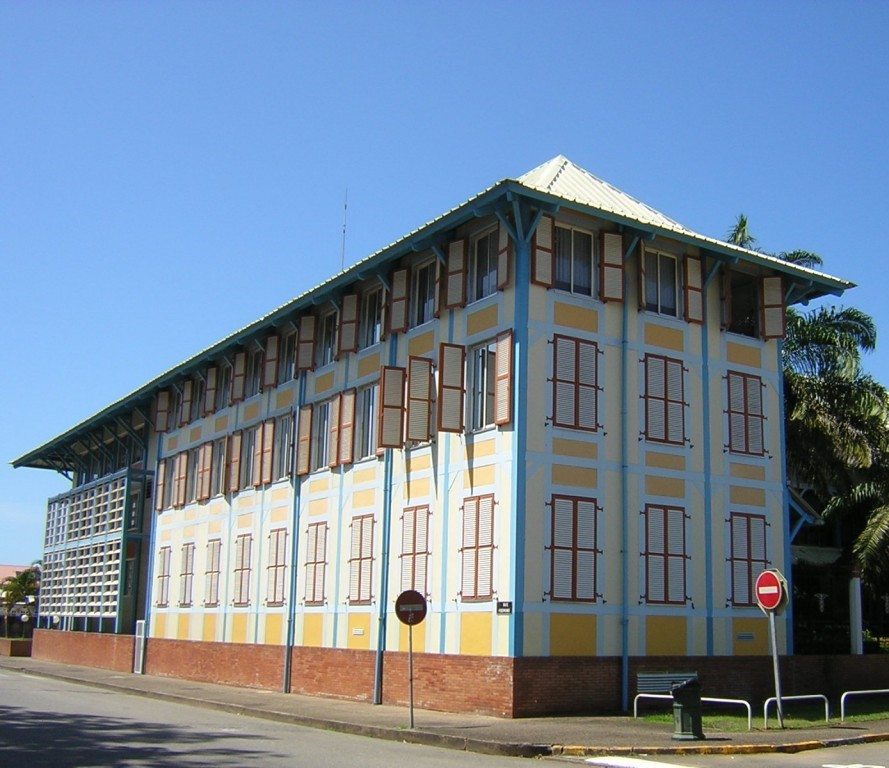
位于卡宴的法属圭亚那工商会

卡宴是法属圭亚那的政治经济文化中心。截止2021年9月，当地共有各类用人单位（包含自雇）12,731家，平均历史为13年，其中98.57%为中小型企业（PME）。（汽车配件销售）、（房屋租赁）及（食品销售）是当地2019年营业额最高的三个企业，分别为62,370,756欧元、52,324,795欧元和51,692,382欧元。

## 财政收入
2019年，卡宴的财政收入总额为89,624,400欧元，财政支出总额为86,414,700欧元，当年的债务总额为37,862,300欧元。2021年，卡宴共获得15,375,452欧元的国家财政补助，比上一年增加了6.27%。
2017年，卡宴的人均月收入总额为2,070欧元，其中高级职员为3,971欧元，低于法国平均水平（4,214欧元）；中级职员为2,475欧元，高于法国平均水平（2,353欧元）；普通职员为1,696欧元，亦高于法国平均水平（1,690欧元）。
2017年，卡宴境内的青壮年（15至64岁）失业率为31.6%，当地27.1%的家庭拥有纳税资格，平均纳税3,000欧元，低于法国平均水平（3,888欧元）。

## 社会事务

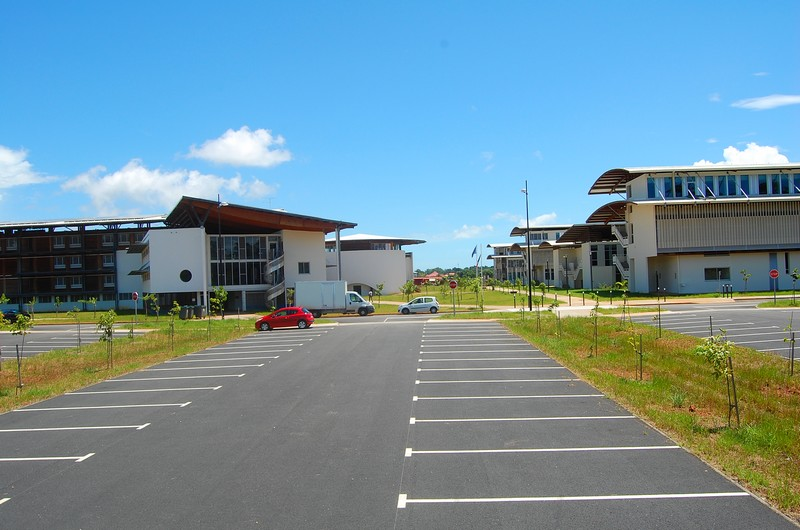
圭亚那大学一角

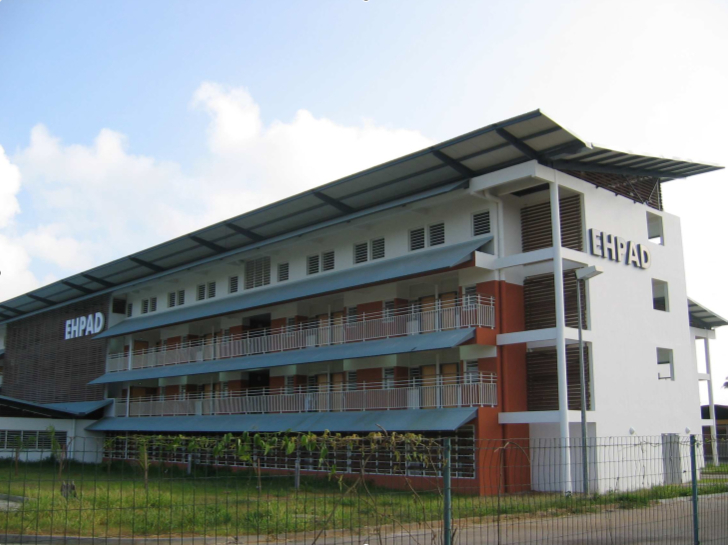
卡宴的一处养老院

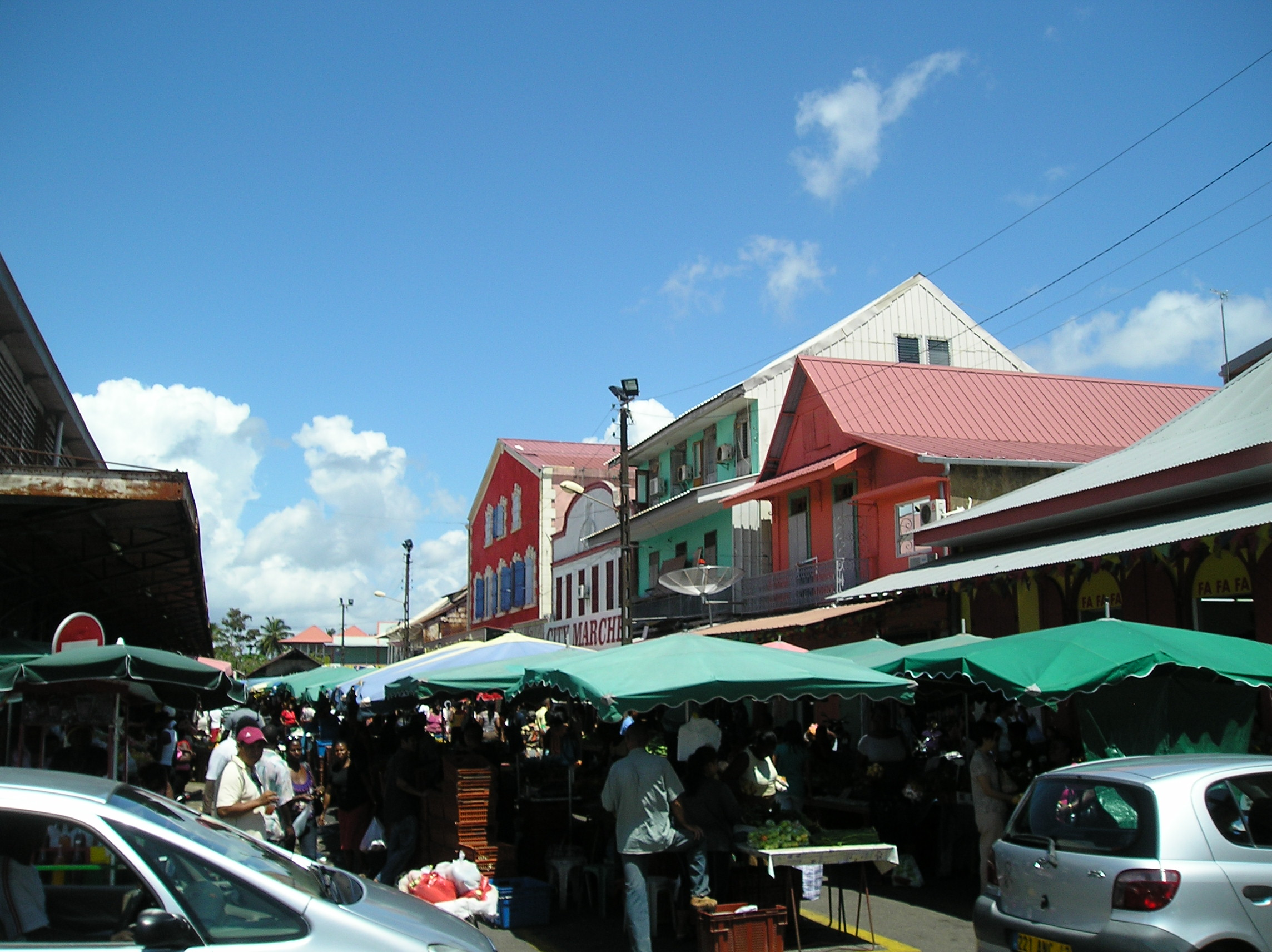
卡宴街头的集市

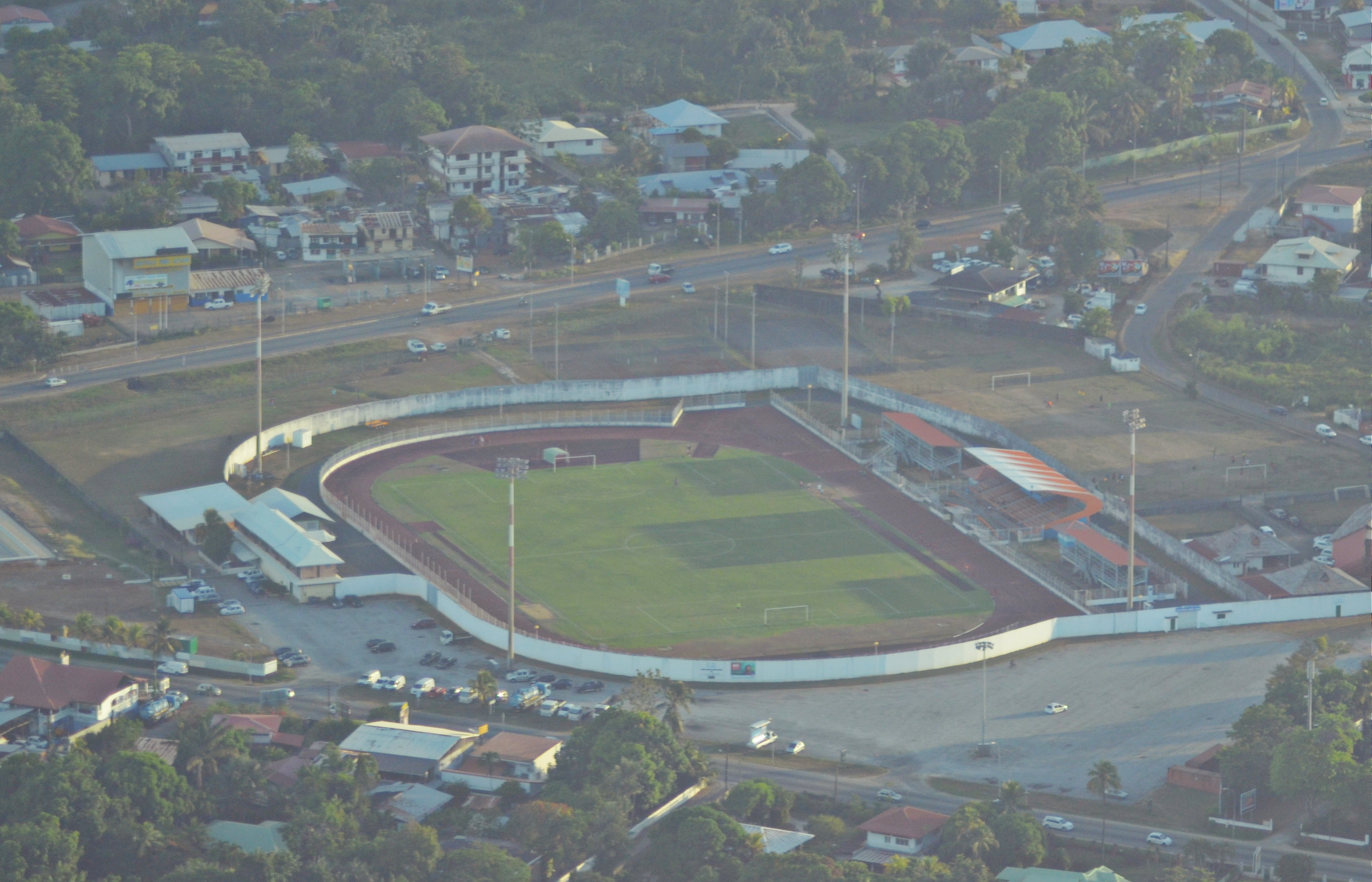
巴迪埃勒球场

### 教育
卡宴属于法属圭亚那学区。截止2019年1月1日，卡宴境内共有14所幼儿园、21所小学、7所初级中学、4所普通高中和2所职业高中。2018至2019学年度，卡宴境内共有在校中等教育阶段学生8,451名。
在高等教育方面，圭亚那大学成立于2014年，是法国的一所公立综合性大学，其主校区法属圭亚那大学城位于卡宴。

### 医疗
截止2019年1月1日，卡宴境内共有全科医生50名、保健师44名、牙医30名、护士100名、耳科医生1名、眼科医生5名、皮肤科医生1名、助产士16名、儿科医生3名和妇科医生10名。境内共有药房20家、养老院4家、残疾人帮扶中心3家。
卡宴安德烈·罗斯蒙中心医院（Centre Hospitalier de Cayenne Andrée Rosemon）是法国的一个区域性医疗机构，其主病区位于卡宴市区，设有床位698个，是当地规模最大的公立综合性医院。

### 住房
2017年，卡宴境内共有各类住房26,971套，其中33%为独立式居民区，60.4%为集中式居民区。常住房屋占卡宴市镇范围内居民建筑总量的86.4%。
在住房保障政策方面，2017年，卡宴境内共有7,352户家庭获得了住房经济补助，受益人数占总人口数量的12%，其中7,328份为房租补助。

### 商业
2019年，卡宴境内共有各类实体商铺2,538家，其中餐厅401家、大型超市10家、杂货店124家、面包房31家、肉铺18家、书店20家、装饰品店21家、银行门店23家、美容美发店81家、汽车维修店156家。市中心建有一家Leader Price超市，市区南部建有以Hyper U超市为核心的开放式商业街区。

### 体育
2019年，卡宴境内共有5家游泳池、12间体育馆、1座综合体育场、14处网球场、17处足球或橄榄球场以及2处篮球或排球场。
截至2021年9月，卡宴境内共有境内共有62家注册足球俱乐部，其中多个球队参加法属圭亚那足球联赛。

### 环境
卡宴的环境事务由其所属的公共社区负责。2019年，卡宴境内暂无污染企业。

### 治安
2019年，卡宴市镇范围内有1处派出所。
2014年，卡宴及附近地区共发生各类案件7,490起，其中盗窃类案件3,590起，经济类案件384起，毒品交易类案件209起。

## 文化
2019年，卡宴境内共有1家电影院、2家博物馆和1家音乐厅。卡宴市政府提供多媒体中心，向公众全年开放。

### 建筑
卡宴境内有多处历史建筑，其中卡宴圣索沃尔大教堂、卡宴文化中心等为法国国家文物保护单位。

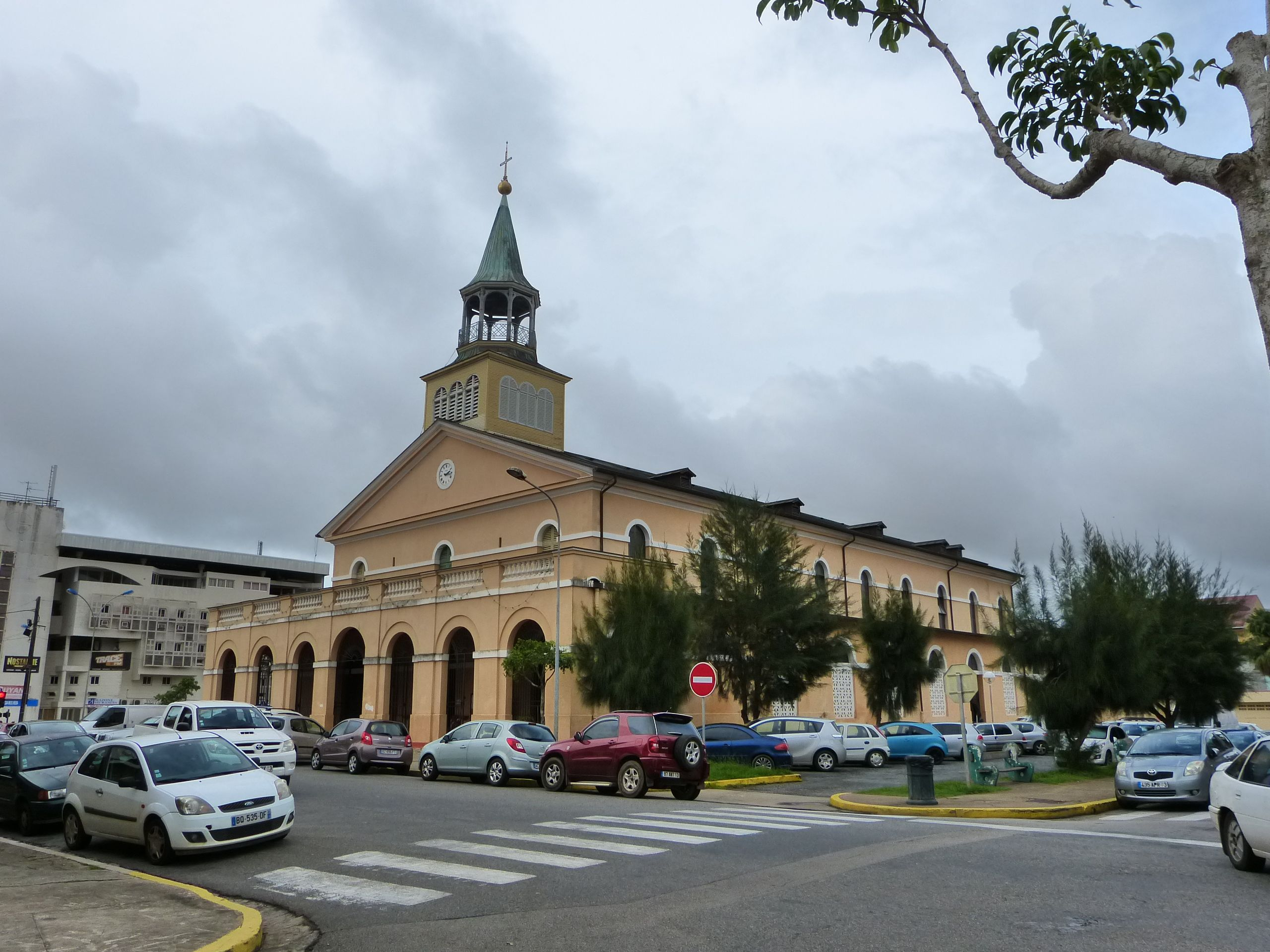
圣索沃尔大教堂（法语：Cathédrale Saint-Sauveur de Cayenne）
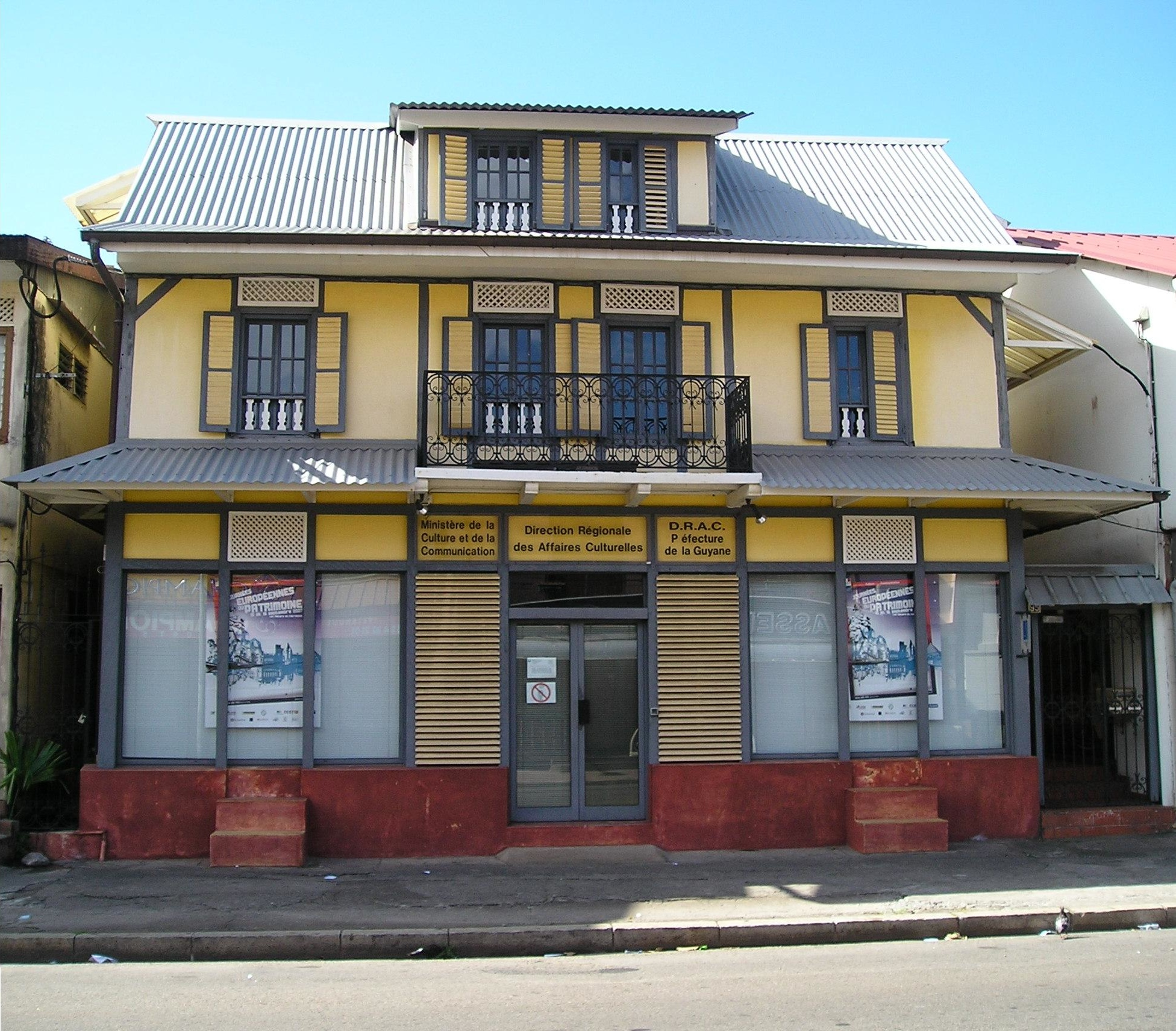
文化中心（法语：Immeuble Delabergerie）
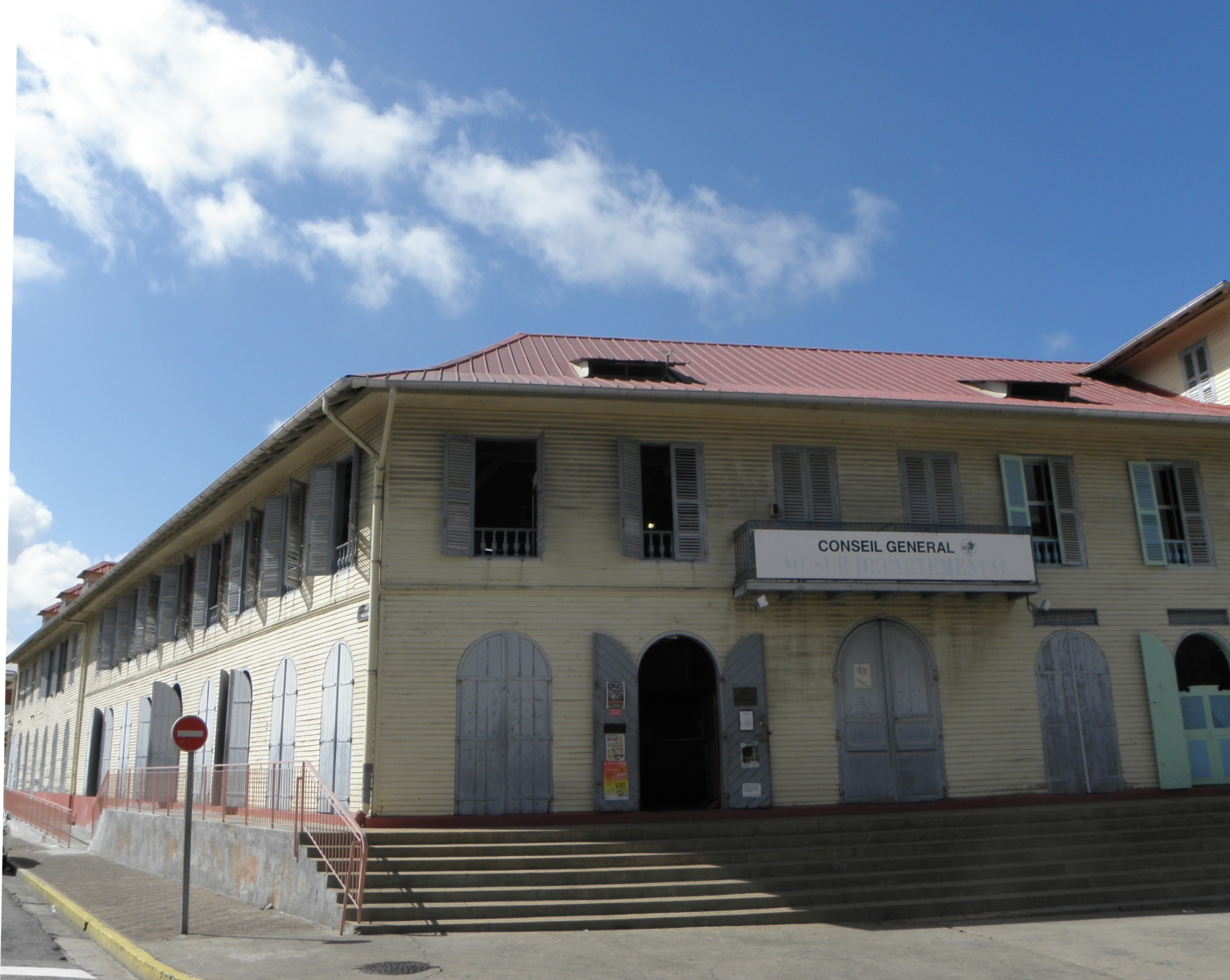
法属圭亚那博物馆
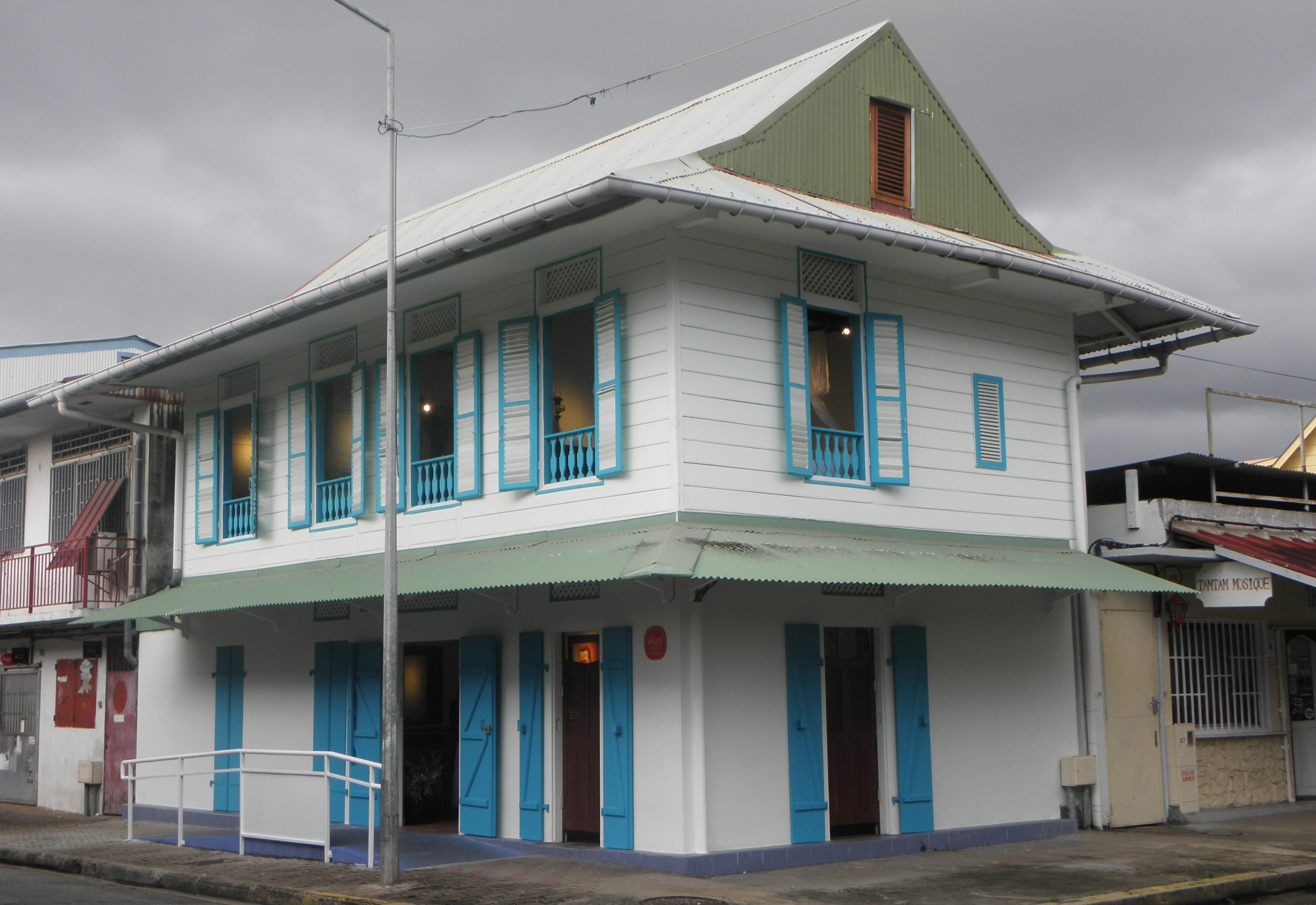
菲利克斯·埃布埃旧居
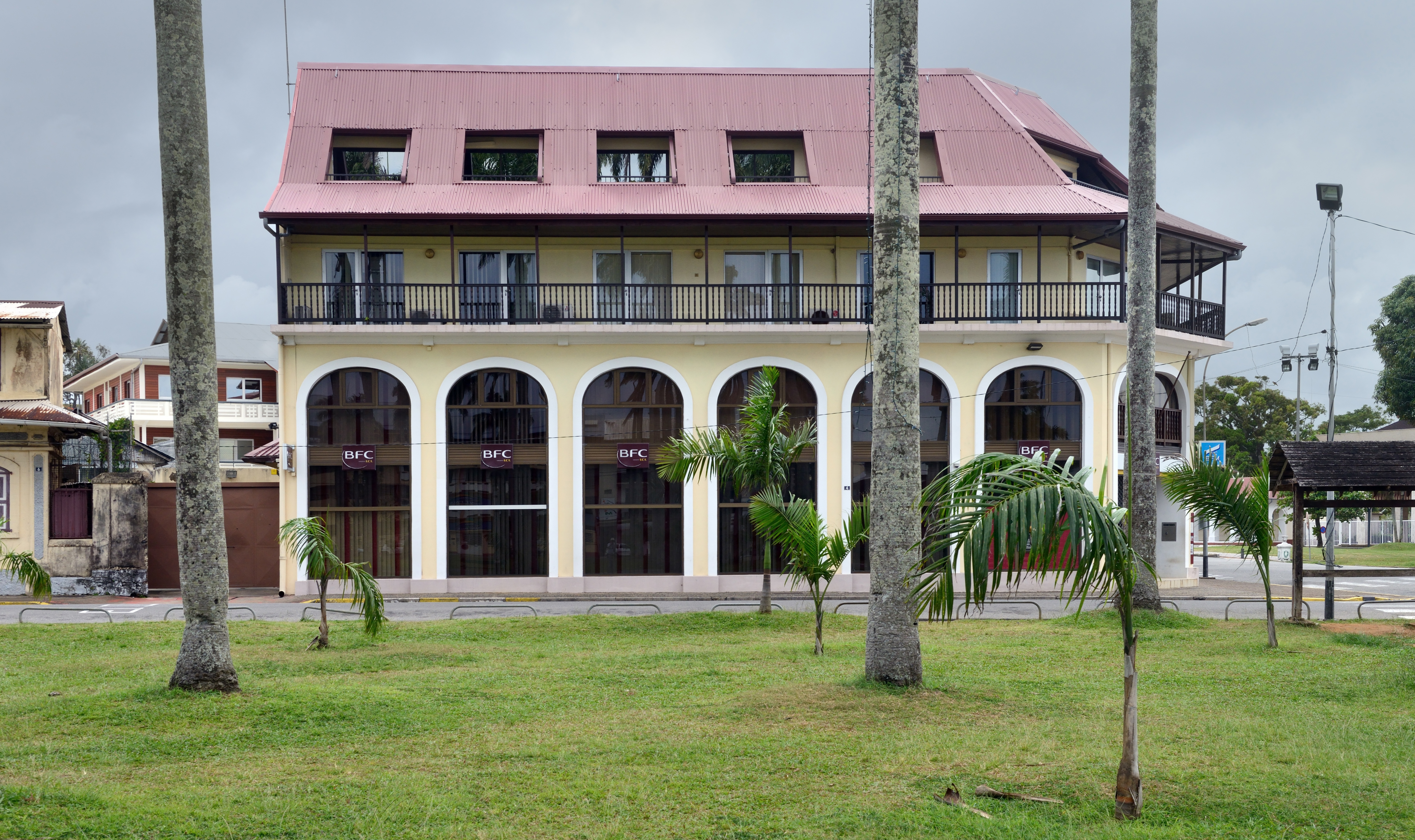
法兰西银行
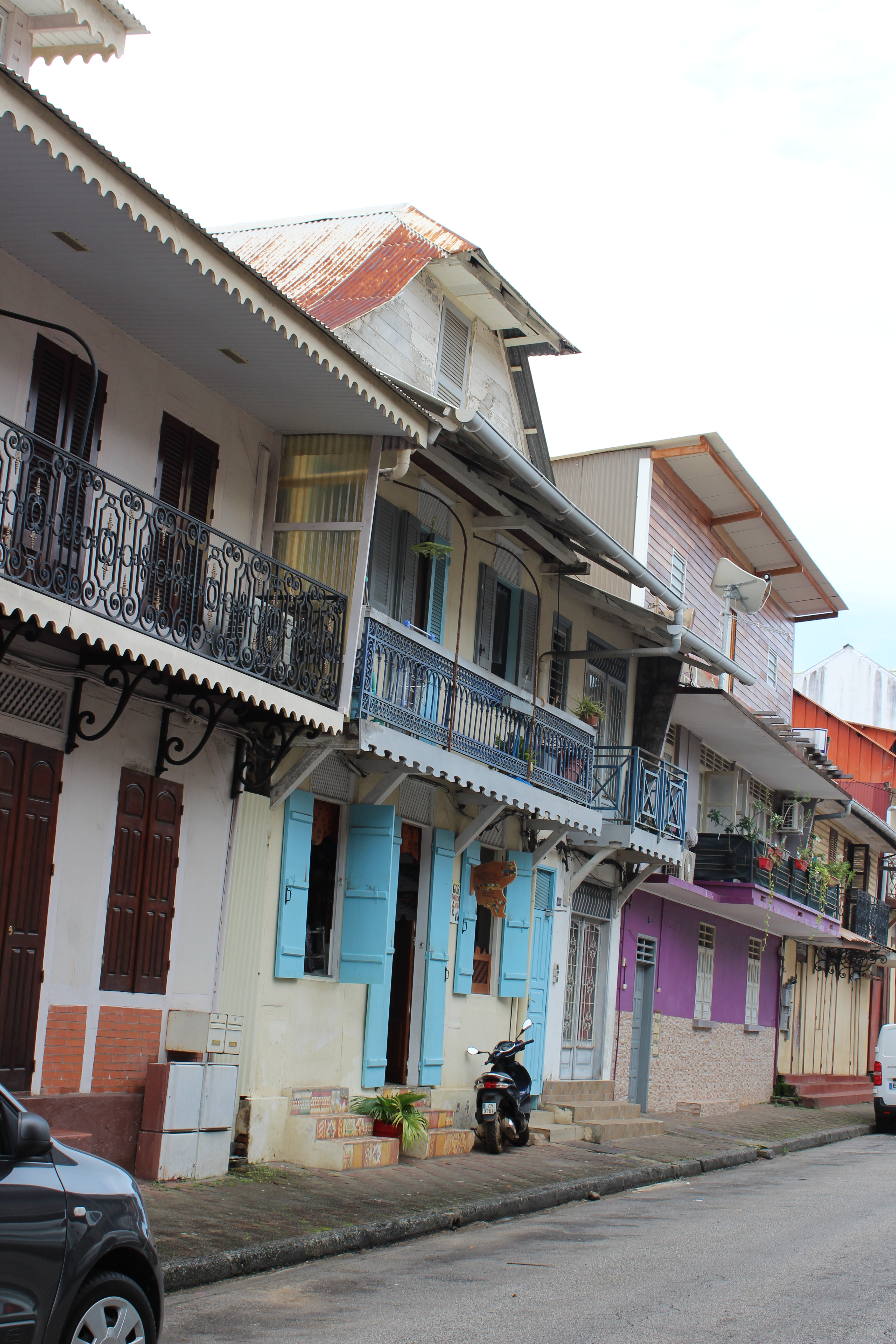
民居
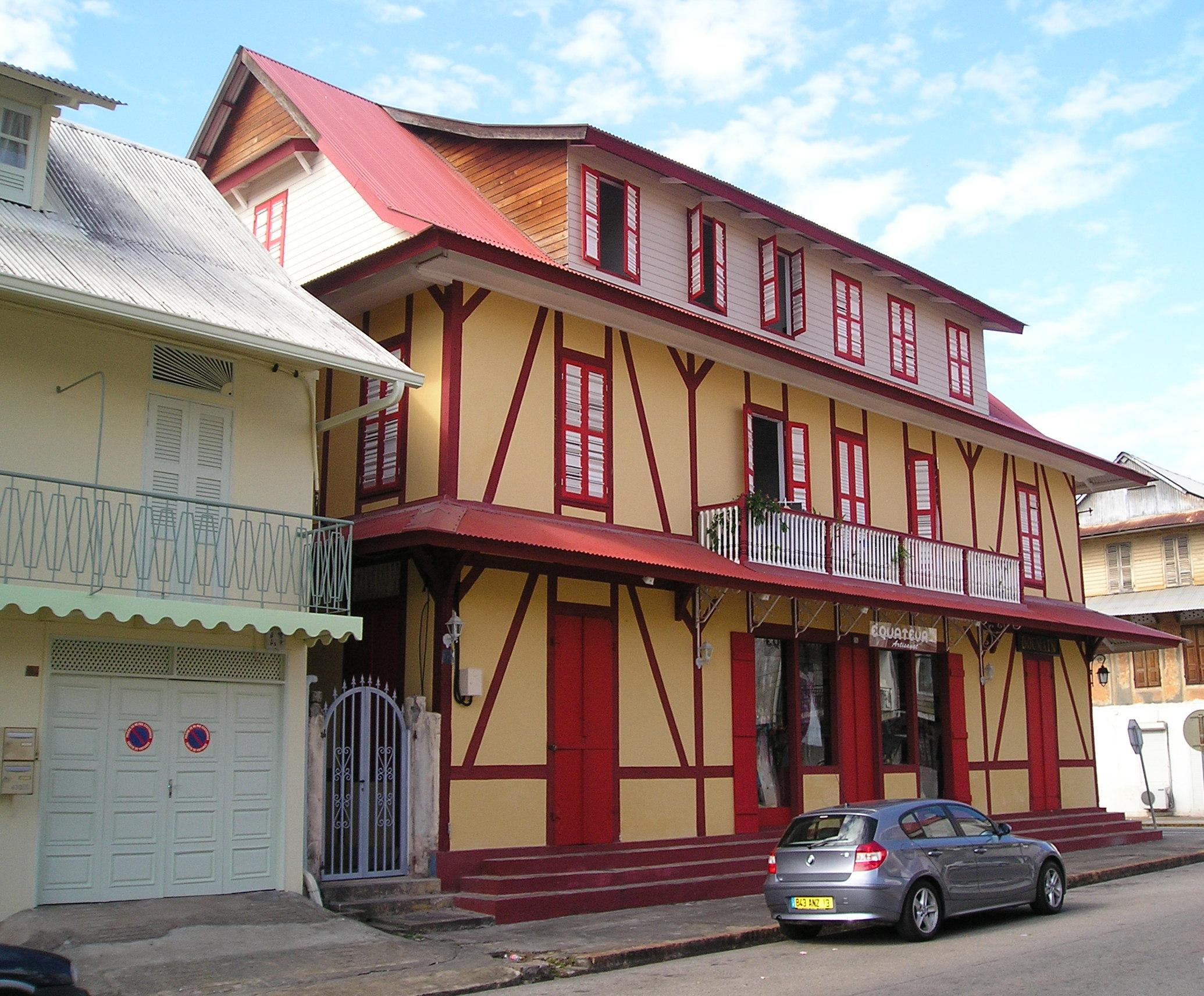
传统建筑

### 旅游
卡宴的旅游事务由其所属的公共社区负责。2020年，卡宴境内共有10家酒店共计601间房间。

### 媒体
法国主要的媒体均可在卡宴接收，法国电视24台在部分时段播出卡宴所属区域的地方新闻。圭亚那第一电视台是一个总部位于卡宴的地方电视台，归属法国电视台管理。

## 相关人物
法国政治家菲利克斯·埃布埃、文学家莱昂-贡特朗·达马斯、前法国司法部部长克里斯蒂亚娜·托比拉、击剑运动员于尔里克·罗贝里、足球运动员弗洛朗·马卢达和出生于卡宴。

## 友好城市
截至2021年9月，卡宴共与一座城市互为友好城市关系：
- 巴西 萨尔瓦多[49][50]